# Yōkai gakkō no sensei hajimemashita!
Yōkai gakkō no sensei hajimemashita! (妖怪学校の先生はじめました！?) è un manga di Mai Tanaka, pubblicato da dicembre 2014 sulla rivista Monthly GFantasy di Square Enix.

## Trama
Haruaki Abe è la persona più timida del mondo. In effetti, è così codardo che i bambini delle elementari lo prendono addirittura in giro, il che gli ha reso davvero difficile fare il lavoro dei suoi sogni: essere un insegnante. Ma fortunatamente, un amico di famiglia lo mette in contatto con un lavoro come insegnante presso l'Accademia Hyaaki. Ma sarà molto più di quanto Haruaki si aspetta quando scoprirà il suo primo giorno che questa non è una scuola normale. È un liceo per yōkai, pieno di studenti e insegnanti che sono ogni sorta di mostri terrificanti. Ci vorrà una volontà d'acciaio per lavorare qui, ma fortunatamente, Haruaki ha un asso nella manica per aiutarlo mentre è spinto al limite insegnando (e sopravvivendo) ai suoi studenti yōkai.

## Personaggi
Haruaki Abe
È il protagonista della serie. È una persona codarda con una sfortuna incredibile. Ha un profondo amore e apprezzamento per le uniformi da marinaio. Viene spesso chiamato Seimei dai suoi studenti dopo l'antico Abe no Seimei.
Preside
È un uomo misterioso ed è colui che inizialmente ha trovato il lavoro ad Haruaki presso l'Accademia Hyaaki. Sembra sapere qualcosa su Haruaki che nessun altro sa.
Mikoto Sano
È uno yakubyougami nella classe di Haruaki. Anche se distaccato, è pronto ad arrabbiarsi e non esita quando si tratta di menare le mani, essendo spesso la più grande spina nel fianco di Haruaki. Sano picchia costantemente e chiama sempre Haruaki. Ha un debole per il suo migliore amico, Mamekichi Maizuka, e per i piccoli animali.
Mamekichi Maizuka
È uno yokai tanuki e migliore amico di Mikoto Sano. Ha un comportamento infantile e trascorre molto tempo con Sano e gli altri loro amici, Hijita e Zashiki. È più gentile con Haruaki di Sano, ma nemmeno lui rispetta molto il ragazzo. Ha coniato il soprannome di Seimei.
Kotarou Hijita
È uno yokai e buon amico di Sano e Mamekichi. Il suo migliore amico è lo Zashiki-Warashi, Beniko Zashiki, che conosce da quando era bambino. Gli piace fare battute pratiche, in particolare sul suo insegnante, e cerca di sembrare un ragazzo super cool (ma ha ancora un lato femminile, dato che gli piace anche il manga Shoujo). Sembra anche avere un po' 'un complesso di sorelle, ma lo nega con tutto il cuore.
Beniko Zashiki
È uno zashiki yokai. Ha una personalità molto distaccata e si preoccupa molto poco delle cose reali, ma ha una profonda dedizione ai videogiochi e si rintanerà nella sua stanza per giocarci. Sebbene possa essere molto aggressiva, ha un lato morbido per i suoi amici, ma si vede solo in occasioni molto rare.

## Pubblicazione
L'opera è pubblicata dalla Square Enix sulla rivista Monthly GFantasy a partire da dicembre 2014. Il manga è pubblicato in Nord America da dicembre 2017 da Yen Press.